# Robert Hanssen
Robert Philip Hanssen (18. dubna 1944 Chicago – 5. června 2023) byl americký agent FBI a špión více než 20 let pracující pro Sovětský svaz a Rusko. Od roku 2001, kdy byl dopaden, byl doživotně odsouzen bez možnosti propuštění v coloradské věznici ADX Florence s nejvyšší ochranou (označovanou jako supermax), v níž trávil dvacet tři hodin denně na samotce.
Dopaden byl v neděli 18. února 2001 v parku Foxstone Park blízko jeho domova ve Vienne. Následně byl obviněn z předávání amerických tajných dokumentů Moskvě nejméně od roku 1979. V hotovosti byly zajištěny finanční prostředky ve výši přes 1,4 miliónu dolarů a diamanty. Dne 6. července 2001 přiznal vinu, čímž se vyhnul trestu smrti. V procesu byl odsouzen k doživotnímu trestu a jeho výzvědná činnost byla označena za „pravděpodobně nejhorší zpravodajskou katastrofu v dějinách USA.“
Poslední fázi špionáže a jeho zatčení zachytil americký thriller z roku 2007 nazvaný Osudové selhání. Postavu Hanssena ztvárnil herec Chris Cooper.
Po 22 letech od rozsudku doživotí, přesněji 5. června 2023, zemřel přirozenou smrtí ve věznici ADX Florence.

## Mládí
Narodil se v illinoiském Chicagu. Byl vychován v luteránské rodině dánsko-německého původu. Otec, chicagský policejní důstojník, jej v dětství emocionálně týral. Jeho otec údajně zajistil, aby neprošel při testu na řidičský průkaz, protože se domníval, že jej zocelí a připraví na tvrdý život.
Navštěvoval Knox College v Galesburgu, kde studoval chemii a ruštinu. Otec si přál, aby se stal lékařem. Zapsal se proto na obor stomatologie na Severozápadní univerzitě. Po třech letech ovšem změnil profilaci a zapsal se na obchod, který ukončil titulem MBA. Začínal v účetnické firmě, poté přešel k policii jako vyšetřovatel vnitřního oddělení pro oblast vyšetřování hospodářského zločinu. Po dvou letech v lednu 1976 začal svou kariéru u FBI.
Během vysokoškolského studia se seznámil s Bonnie Wauckovovou, jednou z osmi potomků katolické rodiny. Sňatek se konal v roce 1968, poté konvertoval k římskokatolické církvi a stal se oddaným věřícím. Vstoupil do Opus Dei, ve které byla rodina jeho ženy aktivní.